# Lũy thừa
Lũy thừa (từ Hán-Việt: 累乘  nghĩa là "nhân chồng chất lên") là một phép toán toán học, được viết dưới dạng an, bao gồm hai số, cơ số a và số mũ hoặc lũy thừa n, và được phát âm là "a lũy thừa n". Khi n là một số nguyên dương, lũy thừa tương ứng với phép nhân lặp của cơ số (thừa số): nghĩa là an là tích của phép nhân n cơ số:
{\displaystyle a^{n}=\underbrace {a\times \dots \times a} _{n\,{\textrm {}}}.}
Số mũ thường được hiển thị dưới dạng chỉ số trên ở bên phải của cơ số. Trong trường hợp đó.
- an được gọi là "lũy thừa bậc n của a", "a lũy thừa n", hoặc hầu hết ngắn gọn là "a mũ n"
- {\displaystyle a^{2}} còn được gọi là "a bình phương" hoặc "bình phương của a"
- {\displaystyle a^{3}} còn được gọi là "a lập phương" hoặc "lập phương của a"

Ta có a1 = a, và, với mọi số nguyên dương m và n, ta có am ⋅ an = am+n. Để mở rộng thuộc tính này thành số mũ nguyên không dương, a0 (với a khác 0) được định nghĩa là 1, a−n (với n là số nguyên dương và a khác 0) được định nghĩa là 1/an. Đặc biệt, a−1 bằng 1/a, nghịch đảo của a.
Định nghĩa về lũy thừa có thể được mở rộng để cho phép bất kỳ số mũ thực hoặc phức nào. Luỹ thừa theo số mũ nguyên cũng có thể được định nghĩa cho nhiều loại cấu trúc đại số, bao gồm cả ma trận.
Luỹ thừa được sử dụng rộng rãi trong nhiều lĩnh vực, bao gồm kinh tế học, sinh học, hóa học, vật lý và khoa học máy tính, với các ứng dụng như lãi kép, tăng dân số, động học phản ứng hóa học, hành vi sóng và mật mã khóa công khai.

## Lũy thừa với số mũ nguyên

### Lũy thừa của 0 và 1
{\displaystyle 0^{n}=0\,}{\displaystyle (n>0)\,}
{\displaystyle 1^{n}=1\,}

### Lũy thừa với số mũ nguyên dương
Lũy thừa bậc n của a là tích của n thừa số bằng nhau, mỗi thừa số bằng a:
{\displaystyle a^{n}=\underbrace {a\times a\times \cdots \times a} _{n}}
Các tính chất quan trọng nhất của lũy thừa với số mũ nguyên dương m, n là
{\displaystyle a^{m+n}=a^{m}\times a^{n}}
{\displaystyle a^{m-n}={\frac {a^{m}}{a^{n}}}} {\displaystyle (\forall a\neq 0)}
{\displaystyle (a^{m})^{n}=a^{mn}}
{\displaystyle a^{m^{n}}=a^{(m^{n})}}
{\displaystyle (ab)^{n}=a^{n}\cdot b^{n}}
{\displaystyle \left({\frac {a}{b}}\right)^{n}={\frac {a^{n}}{b^{n}}}}
Đặc biệt, ta có:
{\displaystyle a^{1}=a}
Trong khi các phép cộng và phép nhân có tính chất giao hoán, phép tính lũy thừa không có tính giao hoán.
Tương tự các phép cộng và nhân có tính kết hợp, còn phép tính lũy thừa thì không. Khi không có dấu ngoặc, thứ tự tính của các lũy thừa là từ trên xuống, chứ không phải là từ dưới lên:
{\displaystyle a^{m^{n}}=a^{(m^{n})}\neq (a^{m})^{n}=a^{(mn)}=a^{mn}}
Lũy thừa bậc chẵn của một số âm là số dương.
Lũy thừa bậc lẻ của một số âm là số âm.

### Lũy thừa với số mũ 0
Lũy thừa với số mũ 0 của số a ≠ 0 được quy ước bằng 1. 
{\displaystyle a^{0}=1}
Chứng minh:
{\displaystyle 1={\frac {a^{n}}{a^{n}}}=a^{n-n}=a^{0}}

### Lũy thừa với số mũ nguyên âm
Lũy thừa của a với số mũ nguyên âm -n, a khác 0 và n là số nguyên dương là: 
{\displaystyle a^{-n}={\frac {1}{a^{n}}}}.
Ví dụ 
{\displaystyle 3^{-4}={\frac {1}{3^{4}}}={\frac {1}{3\cdot 3\cdot 3\cdot 3}}={\frac {1}{81}}}.
Cách suy luận ra "lũy thừa với số mũ nguyên âm" từ "lũy thừa với số mũ 0":
{\displaystyle a^{0}=a^{n-n}={\frac {a^{n}}{a^{n}}}=a^{n}\cdot {\frac {1}{a^{n}}}=a^{n}\cdot a^{-n}}
Trường hợp đặc biệt: lũy thừa của số a ≠ 0 với số mũ −1 là số nghịch đảo của nó.
{\displaystyle a^{-1}={\frac {1}{a}}.}

## Lũy thừa của số thực dương với số mũ hữu tỷ

### Căn bậc n của một số thực dương
Một căn bậc n của số a là một số x sao cho xn = a.
Nếu a là số thực dương, n là số nguyên dương thì có đúng một số thực dương x sao cho xn = a.
Số x này được gọi là căn số học bậc n của a. Nó được ký hiệu là n√a, trong đó  √  là ký hiệu căn.

### Lũy thừa với số mũ hữu tỷ của số thực dương
Lũy thừa với số mũ hữu tỷ tối giản b/c (b, c là số nguyên, trong đó c dương), của số thực dương a được định nghĩa là
{\displaystyle a^{\frac {b}{c}}=(a^{b})^{\frac {1}{c}}={\sqrt[{c}]{a^{b}}}}
Lũy thừa với số mũ hữu tỉ, với cơ số âm là không có nghĩa.

## Lũy thừa với số mũ thực

### Lũy thừa của số e
Số e là hằng số toán học quan trọng, xấp xỉ 2.718 và là cơ số của logarit tự nhiên. Số e được định nghĩa qua giới hạn sau: 
{\displaystyle e=\lim _{n\rightarrow \infty }\left(1+{\frac {1}{n}}\right)^{n}.}
Hàm e mũ, được định nghĩa bởi 
{\displaystyle e^{x}=\lim _{n\rightarrow \infty }\left(1+{\frac {x}{n}}\right)^{n},}
ở đây x được viết như số mũ vì nó thỏa mãn đẳng thức cơ bản của lũy thừa
{\displaystyle e^{x+y}=e^{x}\cdot e^{y}.}
Hàm e mũ xác định với tất cả các giá trị nguyên, hữu tỷ, thực và cả giá trị phức của x.
Có thể chứng minh ngắn gọn rằng hàm e mũ với x là số nguyên dương k chính là ek như sau:
{\displaystyle (e)^{k}=\left[\lim _{n\rightarrow \infty }\left(1+{\frac {1}{n}}\right)^{n}\right]^{k}=\lim _{n\rightarrow \infty }\left[\left(1+{\frac {1}{n}}\right)^{n}\right]^{k}=\lim _{n\rightarrow \infty }\left(1+{\frac {k}{n\cdot k}}\right)^{n\cdot k}}
{\displaystyle =\lim _{n\cdot k\rightarrow \infty }\left(1+{\frac {k}{n\cdot k}}\right)^{n\cdot k}=\lim _{m\rightarrow \infty }\left(1+{\frac {k}{m}}\right)^{m}=e^{k}.}
Chứng minh này cũng chứng tỏ rằng ex+y thỏa mãn đẳng thức lũy thừa khi x và y là các số nguyên dương. Kết quả này cũng có thể mở rộng cho tất cả các số không phải là số nguyên dương.

### Lũy thừa với số mũ thực
Vì mỗi số thực có thể được tiệm cận bởi các số hữu tỷ nên lũy thừa của với số mũ thực x có thể định nghĩa nhờ giới hạn
{\displaystyle b^{x}=\lim _{r\to x}b^{r},}
trong đó r tiến tới x chỉ trên các giá trị hữu tỷ của r.
Chẳng hạn, nếu 
{\displaystyle x\approx 1,732}
thì 
{\displaystyle 5^{x}\approx 5^{1,732}=5^{433/250}={\sqrt[{250}]{5^{433}}}\approx 16,241.}
Lũy thừa với số mũ thực cũng thường được định nghĩa bằng cách sử dụng logarit thay cho sử dụng giới hạn của các số hữu tỷ.
Logarit tự nhiên {\displaystyle \ln {(x)}} là hàm ngược của hàm e-mũ ex. Theo đó {\displaystyle \ln x} là số b sao cho x = eb .
Nếu a là số thực dương, x là số thực bất kỳ ta có a = e  ln a
nên nếu ax được định nghĩa nhờ hàm logarit tự nhiên thì ta cần phải có
{\displaystyle a^{x}=(e^{\ln a})^{x}=e^{x\cdot \ln a}.\,}
Điều này dẫn tới định nghĩa
{\displaystyle a^{x}=e^{x\cdot \ln a}\,}
với mọi số thực x và số thực dương a.
Định nghĩa này của lũy thừa số mũ thực phù hợp với định nghĩa lũy thừa thực nhờ giới hạn ở trên và với cả lũy thừa với số mũ phức dưới đây.

## Lũy thừa với số mũ phức

### Lũy thừa số mũ phức của số e
Dựa vào biểu diễn lượng giác của các số phức, người ta định nghĩa lũy thừa số mũ phức của số e như sau.
Trước hết, lũy thừa với số mũ thuần ảo của e định nghĩa theo công thức Euler:
{\displaystyle e^{ix}=\cos x+i\cdot \sin x}
Sau đó với số phức {\displaystyle z=x+y\cdot i}, ta có
{\displaystyle e^{z}=e^{x+iy}=e^{x}\cdot e^{iy}=e^{x}(\cos y+i\cdot \sin y)}

### Lũy thừa số mũ phức của số thực dương
Nếu a là một số thực dương và z là số phức thì lũy thừa az được định nghĩa là
{\displaystyle a^{z}={{\big (}e^{\ln a}{\big )}}^{z}=e^{z\cdot \ln a}}
trong đó x = ln(a) là nghiệm duy nhất của phương trình ex = a.
Nếu {\displaystyle z=x+y\cdot i}, ta có
{\displaystyle a^{z}=e^{\ln a\cdot (x+iy)}=} {\displaystyle e^{x\ln a+i\cdot y\ln a}}
{\displaystyle =e^{x\cdot \ln a}\cdot {\big [}\cos(y\ln a)+i\cdot \sin(y\ln a){\big ]}}
{\displaystyle =a^{x}\cdot {\big [}\cos(y\ln a)+i\cdot \sin(y\ln a){\big ]}}

## Tính chất lũy thừa

### Tính chất cơ bản
1) {\displaystyle a^{n}=a\times a\times \dots \times a} (n thừa số a)
2) {\displaystyle a^{-n}={\frac {1}{a^{n}}}={\frac {1}{a\times a\times a\times ...\times a}}}
3) {\displaystyle 0^{n}=0\,(n\neq 0)}
4) {\displaystyle 1^{n}=1}
5) {\displaystyle a^{0}=1\,(a\neq 0)}
6) {\displaystyle a^{1}=a}
7) {\displaystyle a^{-1}={\frac {1}{a}}}

### Tính chất thường găp
1) {\displaystyle a^{m+n}={a^{m}}\times {a^{n}}}
2) {\displaystyle a^{m-n}={\frac {a^{m}}{a^{n}}}} {\displaystyle (\forall a\neq 0)}
3) {\displaystyle a^{m\cdot n}=(a^{m})^{n}}
4) {\displaystyle a^{m^{n}}=a^{(m^{n})}}
5) {\displaystyle (a\times b)^{n}=a^{n}\times b^{n}}
6){\displaystyle \left({\frac {a}{b}}\right)^{n}={\frac {a^{n}}{b^{n}}}}
7) {\displaystyle a^{\frac {b}{c}}=\left(a^{b}\right)^{1/c}={\sqrt[{c}]{a^{b}}}}
8) {\displaystyle a^{x}=e^{x\cdot \ln a}\,}
9) {\displaystyle e^{ix}=\cos x+i\cdot \sin x}

## Hàm số lũy thừa
Hàm số lũy thừa là hàm số có dạng {\displaystyle y=x^{\alpha }} với {\displaystyle \alpha \in \mathbb {R} }

### Tập xác định
Tập xác định của hàm số trên phụ thuộc vào số mũ {\displaystyle \alpha }
- nếu {\displaystyle \alpha } là số nguyên dương thì tập xác định là {\displaystyle D=\mathbb {R} }
- nếu {\displaystyle \alpha =0} hoặc {\displaystyle \alpha } là số nguyên âm thì tập xác định là {\displaystyle D=\mathbb {R} \setminus \{0\}}
- nếu {\displaystyle \alpha } không phải là số nguyên thì tập xác định là {\displaystyle D=(0;+\infty )}

### Đạo hàm
Hàm số {\displaystyle y=f(x)=x^{\alpha }}có đạo hàm tại mọi x > 0 và {\displaystyle y'=\alpha x^{\alpha -1}} là đạo hàm cấp 1 của f(x)

### Chiều biến thiên của hàm số lũy thừa với biến số dương
Xét hàm số {\displaystyle y=x^{\alpha }} trên x>0:
- Với {\displaystyle \alpha >0}, hàm số đồng biến trên {\displaystyle (0;+\infty )}
- Với {\displaystyle \alpha <0}, hàm số nghịch biến trên {\displaystyle (0;+\infty )}

### Đồ thị

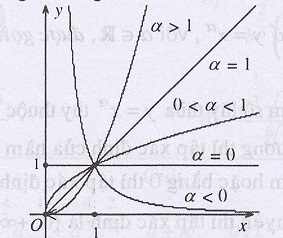
Đồ thị hàm số trên x>0

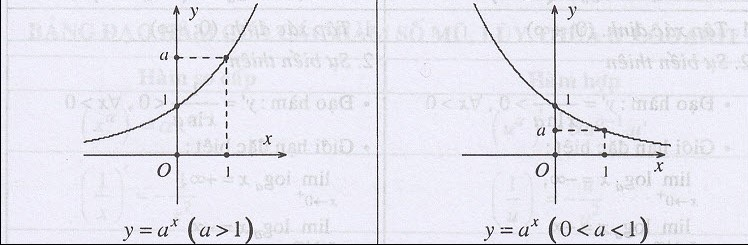
Đồ thị hàm số

#### Đồ thị hàm số lũy thừa với số mũ thực và biến số dương
Đồ thị hàm số {\displaystyle y=x^{\alpha }}trên x>0 có tính chất sau:
- Luôn đi qua điểm I(1;1)
- Nếu {\displaystyle \alpha <0}, đồ thị nhận trục Ox là tiệm cận ngang và trục Oy là tiệm cận đứng
- Có đường biểu diễn phụ thuộc vào số mũ {\displaystyle \alpha }

#### Đồ thị hàm số lũy thừa với số mũ nguyên
Đồ thị hàm số {\displaystyle y=f(x)=x^{n}} với {\displaystyle n\in \mathbb {Z} } có tính chất tương tự như trên với x>0. Ngoài ra, phần đồ thị với x<0 có tính đối xứng với phần đồ thị x>0 phụ thuộc vào n:
- Nếu n là số chẵn, đồ thị đối xứng qua trục Oy do f(x) là hàm số chẵn
- Nếu n là số lẻ, đồ thị đối xứng qua gốc tọa độ O do f(x) là hàm số lẻ

## Hàm số mũ
Hàm số {\displaystyle y=f(x)=a^{x}} với a là số thực dương khác 1 được gọi là hàm số mũ với cơ số a.

### Đạo hàm
Hàm số {\displaystyle y=f(x)=a^{x}} với a là số thực dương khác 1 thì có đạo hàm tại mọi x và {\displaystyle y'=a^{x}\ln(a)} là đạo hàm cấp 1 của {\displaystyle f(x)}
Đặc biệt hàm số {\displaystyle y=e^{x}} có đạo hàm cấp 1 là {\displaystyle y'=e^{x}}

### Chiều biến thiên
Hàm số {\displaystyle y=f(x)=a^{x}} đồng biến trên R nếu a>1 và nghịch biến trên R nếu 0<a<1.

### Đồ thị
Đồ thị hàm số {\displaystyle y=f(x)=a^{x}}có những tính chất sau:
- Luôn đi qua điểm I(0;1) và điểm J(1;a)
- Đồ thị nằm phía trên trục Ox và nhận trục Ox làm tiệm cận ngang

## Tìm chữ số tận cùng

### Tìm chữ số tận cùng của lũy thừa
Để tìm chữ số tận cùng, ta có thể lập bảng để biết chữ số tận cùng được thay đổi như thế nào.
Ví dụ: Tìm chữ số tận cùng của 72004
Phân tích:
| Lũy thừa        | 71 | 72 | 73 | 74 | 75 | 76 | 7 | 78 | … |
| Chữ số tận cùng | 7  | 9  | 3  | 1  | 7  | 9  | 3 | 1  | … |

Giải:
Chữ số tận cùng được lặp lại theo dãy: 7, 9, 3, 1, 7,... (gồm dãy 4 số hạng lặp lại)
2004 : 4 = 501 dư 0
Vậy chữ số tận cùng của 72004 là 1.
(nói cách khác: 72004 = (74)501; vì 74 tận cùng bằng 1 nên (74)501 tận cùng bằng 1)

### Tìm số các số 0 tận cùng của một tích
Vì 2 × 5 = 10 nên muốn tìm số các số 0 tận cùng ta có thể phân tích tích ban đầu ra thừa số nguyên tố, tìm số cặp thừa số {2, 5} là ra luôn số các số 0 tận cùng.
Ví dụ: Số 12! (12 giai thừa) bao gồm bao nhiêu chữ số 0 tận cùng? 
Giải:
Ta có: 12! = 1 × 2 × 3 × ... × 12
Phân tích ra thừa số nguyên tố: 12! = 210 × 35 × 52 × 7 × 11
Vì có 10 thừa số 2 và 2 thừa số 5 nên tạo được 2 cặp {2, 5}. 
Vậy 12! có 2 chữ số 0 tận cùng.